# MFK Vítkovice
El MFK Vítkovice és un club de futbol txec de Vítkovice, Ostrava.

## Història
Va ser fundat l'any 1919 com a SK Slavoj Vítkovice. Ha participat dues vegades en competició europea, la més reeixida de les quals va ser la temporada 1987/88, en què va ser eliminat de la Copa de la UEFA per l'Espanyol als quarts de final.
El 9 de febrer de 2011 patí una fallida econòmica. Posteriorment renasqué com a MFK Vítkovice.
Evolució del nom:
- 1919: SK Slavoj Vítkovice
- 1922: SK Vítkovice
- 1923: SSK Vítkovice
- 1937: SK Železárny Vítkovice
- 1939: ČSK Vítkovice
- 1945: SK Vítkovické železárny
- 1948: Sokol Vítkovické železárny
- 1949: ZSJ Vítkovické železárny
- 1953: TJ Baník Vítkovice
- 1957: TJ VŽKG Vítkovice
- 1979: TJ Vítkovice
- 1993: fusió amb el FK 1. máj Karviná esdevenint FC Karviná-Vítkovice
- 1995: FC Víktovice
- 2012: MFK Vítkovice

## Palmarès
- Lliga txecoslovaca de futbol: 1985/86

## Jugadors destacats
- Dariusz Dudek